# John Krug
John Henry Krug, Jr. (ur. 23 marca 1880 w Newark, zm. 30 września 1933 tamże) – amerykański zapaśnik walczący w stylu wolnym. Olimpijczyk z Londynu 1908, gdzie zajął piąte miejsce w wadze lekkiej.

## Letnie Igrzyska Olimpijskie 1908
| Konkurencja        | Rundy eliminacyjne | Rundy eliminacyjne   | Klas. końcowa |
| Konkurencja        | I runda            | Ćwierćfinał          | Miejsce       |
| ------------------ | ------------------ | -------------------- | ------------- |
| 66,6 kg styl wolny | John Hoy (GBR) Z   | William Wood (GBR) P | 5.            |